# Hajdúszovát
Hajdúszovát là một thị trấn thuộc hạt Hajdú-Bihar, Hungary. Thị trấn này có diện tích 58,01 km², dân số năm 2010 là 3044 người, mật độ 52 người/km².